# Heeresgeschichtliches Museum
Het Heeresgeschichtliches Museum is een museum in Wenen rond de geschiedenis van de Oostenrijkse krijgsmacht. Het museum is gevestigd in een gebouw in het voormalig Arsenaal en heeft een collectie die vier eeuwen krijgsgeschiedenis omvat. Het museum opende in 1867.

## Gebouw

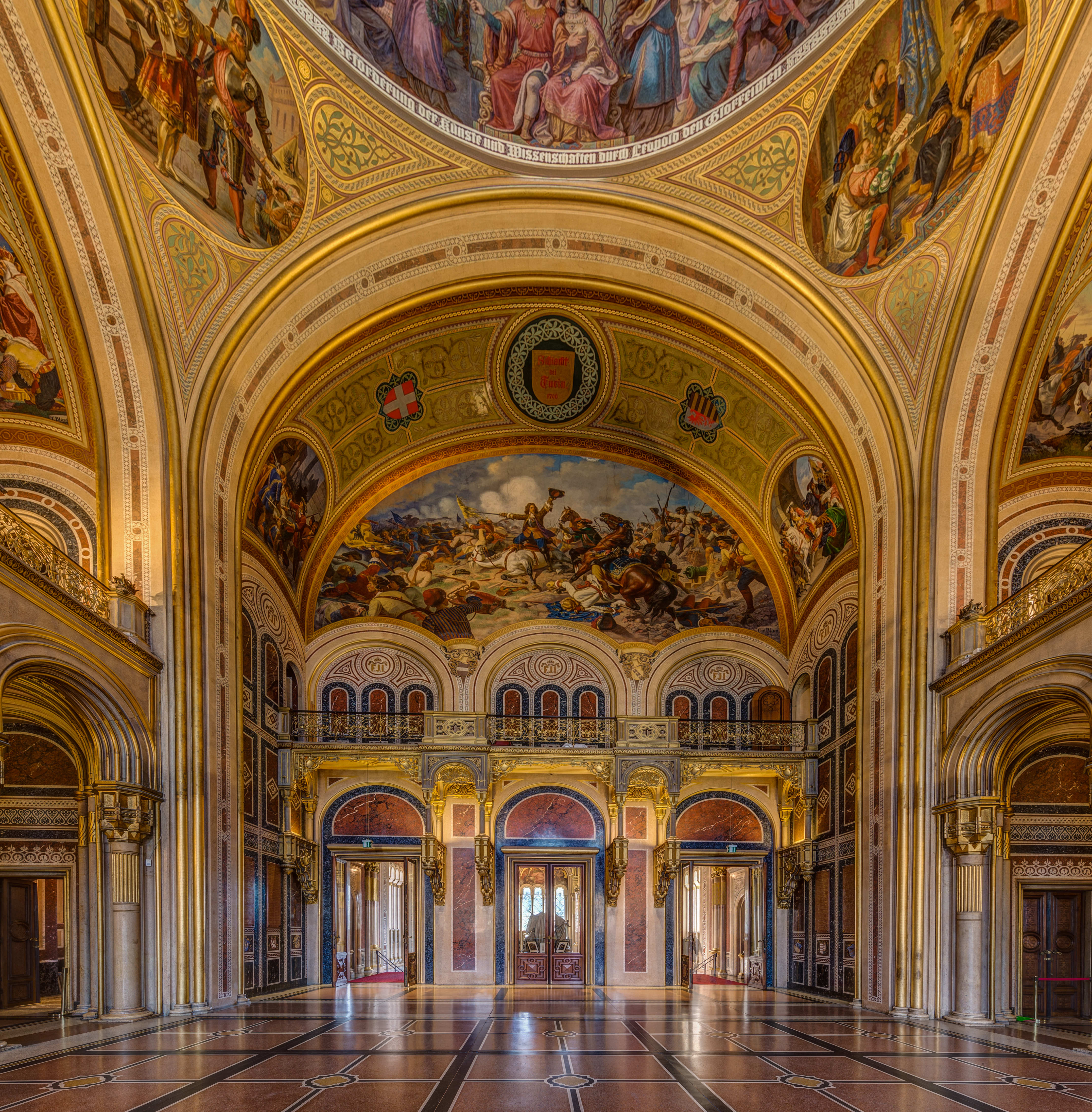
Erehal

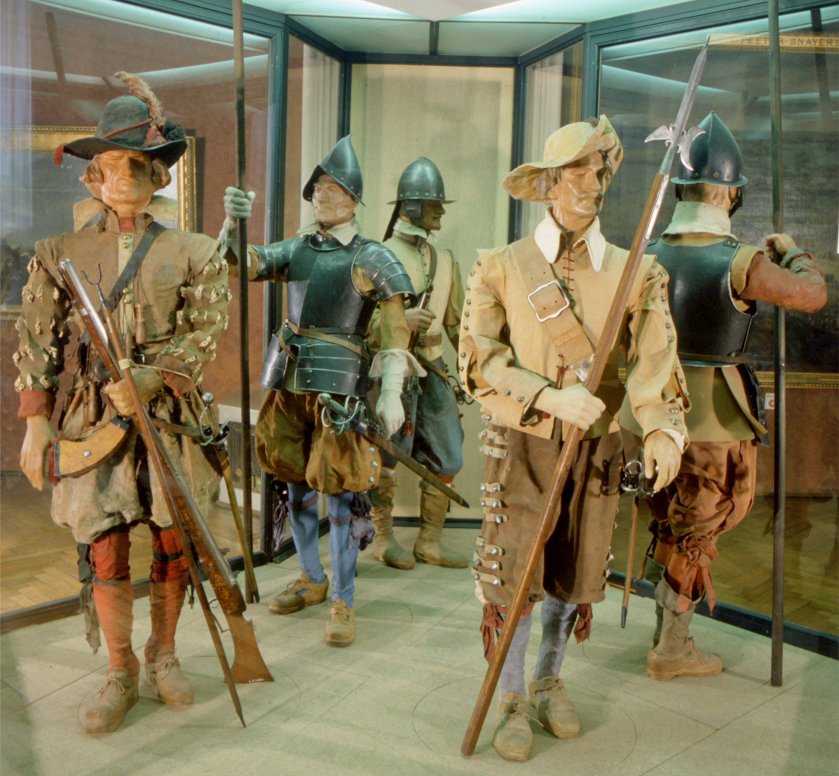
Musketiers en piekeniers (17e eeuw)

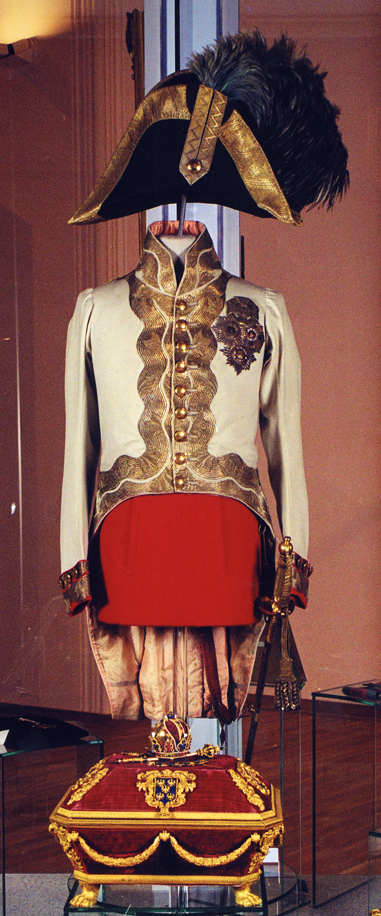
Uniform van keizer Frans I

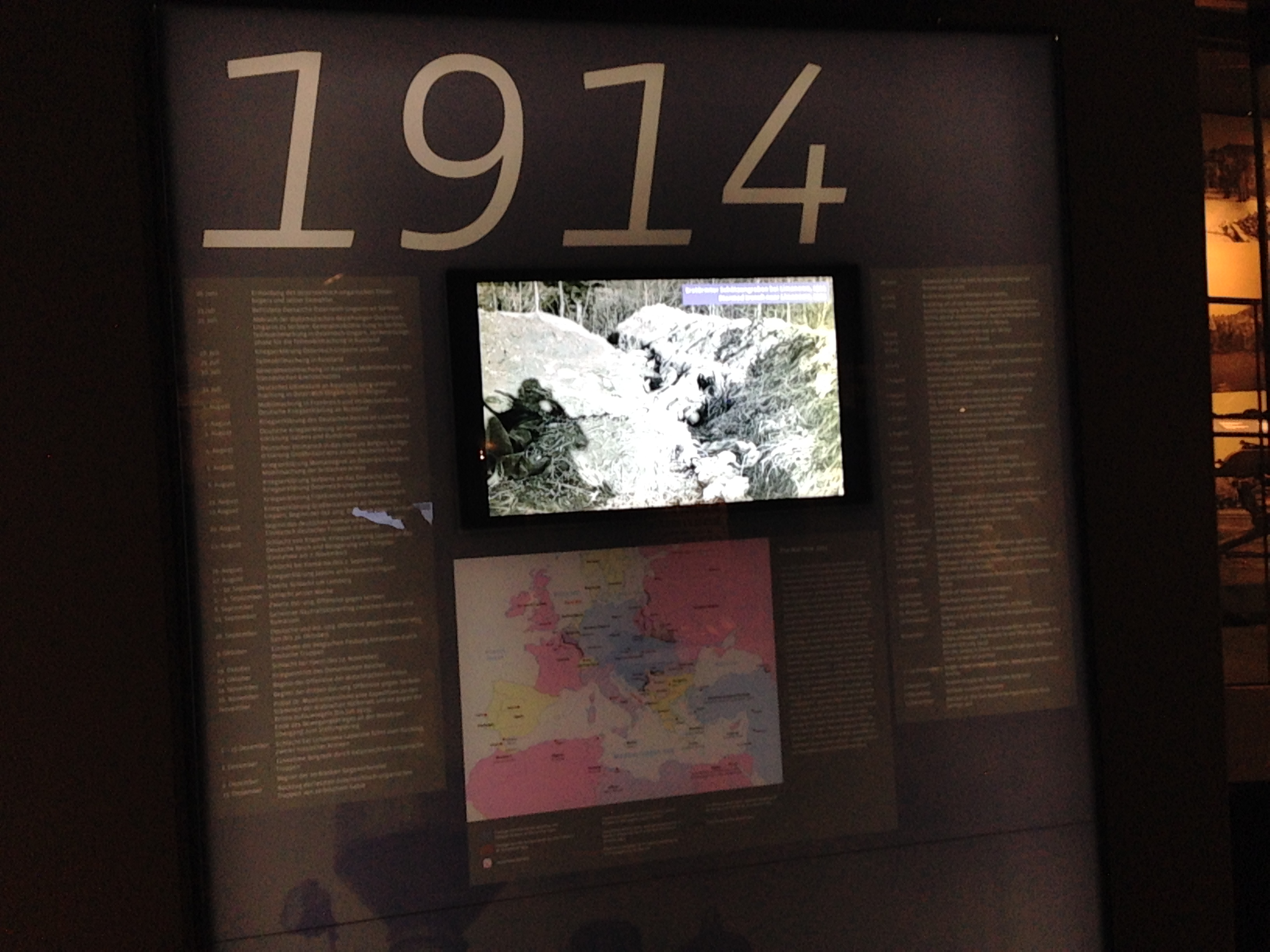
Zaal van de Eerste Wereldoorlog

Na het revolutiejaar 1848 werd beslist tot de bouw van een groot militair complex in de Oostenrijkse hoofdstad Wenen. Een militair museum moest het sluitstuk worden van dit arsenaal. In 1850 werd begonnen met de bouw naar plannen van de Deense architect Theophil Hansen (1813-1891). Het gebouw bevat Moorse, Byzantijnse en gotische elementen. De bouw was officieel voltooid in 1856 maar de buitengevel met een breedte van 235 meter en met beelden van kunstenaar Hanns Gasser (1817-1868) werd pas het jaar daarop afgewerkt. De afwerking van de museumruimten zou nog 16 jaar duren en keizer Frans Jozef I was hierbij nauw betrokken. 

### Ingangshal
In de ingangshal op het gelijkvloers bevinden zich standbeelden van 56 heersers en militaire leiders van Oostenrijk. Op de monumentale trap zijn er nog vier standbeelden die de veldmaarschalken Radetzky (1766-1858) en Windisch-Grätz (1787-1862) en de generaals Haynau (1786-1853) en Jelačić (1801-1859) voorstellen.

### Erehal
Centraal in het Museum op de eerste verdieping bevindt zich de Ruhmeshalle of erehal. Deze bestaat uit drie hallen, waarvan de grootste, centrale hal bekroond is met een koepel van 26,5 meter hoog. Hansen tekende voor het ontwerp van deze hallen, de marmeren bekleding en de wapenschilden werden uitgevoerd door Hieronymus Moosbrugger (1808-1858) en het vloermozaïek door de firma Odorico. De plafonds van de hallen en de koepel zijn versierd met 45 muurschilderingen van Carl von Blaas (1815-1894), gecreëerd tussen 1858 en 1871. De schilderijen stellen belangrijke personen en gebeurtenissen uit de militaire geschiedenis en overwinningen van het keizerlijk leger voor. Vier van de schilderijen stellen de deugden moed, zelfcontrole, kracht en kunst voor. De muren zijn versierd met 43 rode marmeren tabletten die keizerlijke officieren gesneuveld in de strijd tussen 1618 (begin van de Dertigjarige Oorlog) en 1918 (einde van de Eerste Wereldoorlog) eren. In het interbellum werden nog zes bijkomende tabletten voor gesneuvelde officieren in de Eerste Wereldoorlog aangebracht.

## Collectie
De collectie is chronologisch gerangschikt over verschillende zalen en vangt aan met het begin van de Dertigjarige Oorlog. De oudste stukken zijn afkomstig uit de collectie van de Habsburgse keizers.

### 17e eeuw
De 17e eeuw en het begin van de 18e eeuw (tot de dood van prins Eugenius van Savoye) werden gekenmerkt door twee militaire conflicten: de Dertigjarige Oorlog (1618-1648) en de oorlogen tegen het Ottomaanse Rijk. De objecten uit deze periode zijn tentoongesteld in zes secties:
- Wapens en wapenuitrusting van voor de uitbraak van de Dertigjarige Oorlog in 1618 en enkele portretten van militaire personen uit deze periode;
- Wapenuitrustingen uit het begin van de 17e eeuw en uitleg over het gebruik van de musket en lansen;
- Stukken betreffende Albrecht von Wallenstein als bepalende figuur in de Dertigjarige Oorlog, met een bronzen standbeeld uit 1876 van kunstenaar A. Brenek;
- Reeks van schilderijen opgebouwd rond twaalf schilderijen met veldslagen uit de Dertigjarige Oorlog van Peter Snayers;
- Ottomaanse wapens uit de 17e eeuw
- Wapens en wapenuitrustingen en stukken veroverd tijdens de strijd tegen de Ottomanen;
- Stukken betreffende Eugenius van Savoye (1663-1736).

### 18e eeuw
Deze collectie is opgebouwd rond drie keizers en toont stukken tot omstreeks 1790:
- Karel VI (tot 1740): hierin is er aandacht voor de wapens, de persoonlijkheden en de veldslagen tijdens de Spaanse Successieoorlog en de oorlog tegen de Turken (1716-1718);
- Maria Theresia (tot 1765): hierin is er aandacht voor de Oostenrijkse Successieoorlog en de Zevenjarige Oorlog (1756-1763);
- Jozef II (tot 1790: hierin is er aandacht voor de Oostenrijks-Turkse Oorlog en de begintijd van de Militaire Academie in Wiener Neustadt, gesticht in 1752.

### Zaal van de revoluties
Beginnend met de portretten van keizers Jozef II en Leopold II wordt een overzicht gegeven van de militaire geschiedenis van 1789 tot revolutiejaar 1848:
- Eerste Coalitieoorlog, met onder andere aandacht voor de eerste luchtballonnen op het slagveld;
- Tweede Coalitieoorlog;
- Derde Coalitieoorlog, met de inname van Wenen door de troepen van Napoleon in 1805;
- Oorlogen in 1809 met onder andere de vrijheidsstrijd in Tirol;
- Bevrijdingsoorlogen en het Congres van Wenen;
- Biedermeierperiode;
- Revolutie van 1848.

### Radetzkyzaal
Deze zaal toont de strijd in Hongarije (1848), de oorlog tegen Piëmont-Sardinië (1859) met de veldslagen bij Magenta en Solferino, de oorlog tegen Denemarken (1864) en de oorlog tegen Pruisen (1866).

### Frans Jozefzaal
Deze zaal toont de krijgsmacht van Oostenrijk-Hongarije in de periode 1867-1914.

### Sarajevo
In deze zaal is er aandacht voor de moordaanslag op kroonprins Frans Ferdinand die zou leiden tot de Eerste Wereldoorlog. Opvallend zijn de open auto waarin de kroonprins en zijn echtgenote werden gedood en het bebloede uniform dat de kroonprins toen droeg.

### Eerste Wereldoorlog
Dit is de grootste tentoonstellingsruimte. Nog tijdens de oorlog werden actief voorwerpen voor het museum verzameld aan de verschillende fronten waaraan het keizerlijk leger vocht.

### Republiek en dictatuur
Hierin is er aandacht voor het leger van de republiek Oostenrijk vanaf 1918 tot de Anschluss bij Duitsland en voor de Tweede Wereldoorlog in Oostenrijk.

### Marinezaal
Deze zaal valt buiten de chronologische opstelling en toont de geschiedenis van Oostenrijk als zeemacht, tot het land van de zee werd afgesloten na het Verdrag van Versailles.